# Francisco Croas
Francisco Croas (Buenos Aires, 24 de abril de 1929 - Lima, 29 de abril de 1992) fue un futbolista y empresario argentino nacionalizado peruano. Se desempeñaba en la posición de defensa. Fue uno de los primeros extranjeros en vestir la camisa del Universitario de Deportes.

## Trayectoria
Comenzó a jugar en la Club Atlético Platense (club donde hizo divisiones menores) de su provincia natal Buenos Aires en 1946 a los 16 años, como lateral derecho. Con los "calamares" viajó por Europa y América. Luego estuvo un tiempo en el Emelec del Ecuador entre 1950 y 1951 ya como defensa central. Regresó a su patria un par de semanas y de nuevo le llegó un contrató de un equipo ecuatoriano: el Everest. Hasta que en 1953 llegó a Universitario en calidad de prueba. Era la época de Alberto Terry, Jacinto Villalba, Andrés da Silva, Gilberto Torres entre otros. Grandes estrellas que no cesaban de animarlo a uno para que se impusiera en un lugar donde se practicaba tan buen fútbol. El argentino cayó bien en la hinchada, ganándose el puesto, hasta que un día, horas antes del partido, el entrenador Arturo Fernández le dijo: Paco, hoy sale Colunga por usted.
El equipo llevaba cinco partidos sin perder y sin goles en contra. Sin embargo el entrenador había creído conveniente sustituirme por Colunga...Mis compañeros pensaron que era contraproducente hacer eso, justo en partidos decisivos, cuando se había logrado una buena cohesión en todas las líneas. Entonces la "Lora" se hizo el enfermo tan sólo para que jugara yo. Cuando se enteraron de la farsa no hubo más remedio que seguir manteniendo inalterable la media entre "Lora", "Monín", y yo. Todo había sido tramado por el equipo sin que yo lo supiera dijo.
En ese periodo, de 1953 a 1959, con la remera de la «U» logró el Campeonato Nacional de 1959.
En 1960 ficha por el Mariscal Sucre, debido a una lesión en las últimas fechas de la primera rueda, decide dejar la práctica del fútbol ese mismo año. El acogedor ambiente, la franca camaradería, el buen trato de los dirigentes, todo eso influyó para que Croas se radicara definitivamente en el Perú. Retirado de las canchas se dedicó a los negocios, abrió locales de juguerías en el Centro de Lima.

## Clubes
| Club                      | País      | Año         |
| ------------------------- | --------- | ----------- |
| CA Platense               | Argentina | 1946 - 1949 |
| Emelec                    | Ecuador   | 1950 - 1951 |
| Everest                   | Ecuador   | 1952        |
| Universitario de Deportes | Perú      | 1953 - 1959 |
| Mariscal Sucre            | Perú      | 1960        |

## Palmarés

#### Campeonatos nacionales
| Título                       | Club                      | País | Año  |
| ---------------------------- | ------------------------- | ---- | ---- |
| Campeonato Peruano de Fútbol | Universitario de Deportes | Perú | 1959 |